# All I Have
All I Have is een nummer van de Amerikaanse zangeres Jennifer Lopez uit 2003, in samenwerking met de Amerikaanse rapper LL Cool J. Het is de tweede single van Lopez' derde studioalbum This Is Me... Then.
Het nummer, dat gaat over verdergaan na een scheiding, bevat een samples uit "Very Special" van Debra Laws en "Stutter" van Joe. Laws was echter niet bij met de sample en spande een rechtszaak tegen Sony aan, omdat ze vond dat haar stem werd "misbruikt" in het nummer. "All I Have" zou oorspronkelijk "I'm Good" heten, maar de titel werd later aangepast. Het nummer werd wereldwijd een grote hit, met onder andere een nummer 1-notering in de Amerikaanse Billboard Hot 100. In de Nederlandse Top 40 bereikte het nummer de 3e positie, en in de Vlaamse Ultratop 50 de 18e.